# Afromastax macropygia
Afromastax macropygia är en insektsart som först beskrevs av Rehn, J.A.G. 1912.  Afromastax macropygia ingår i släktet Afromastax och familjen Thericleidae. Inga underarter finns listade i Catalogue of Life.